# Càrter

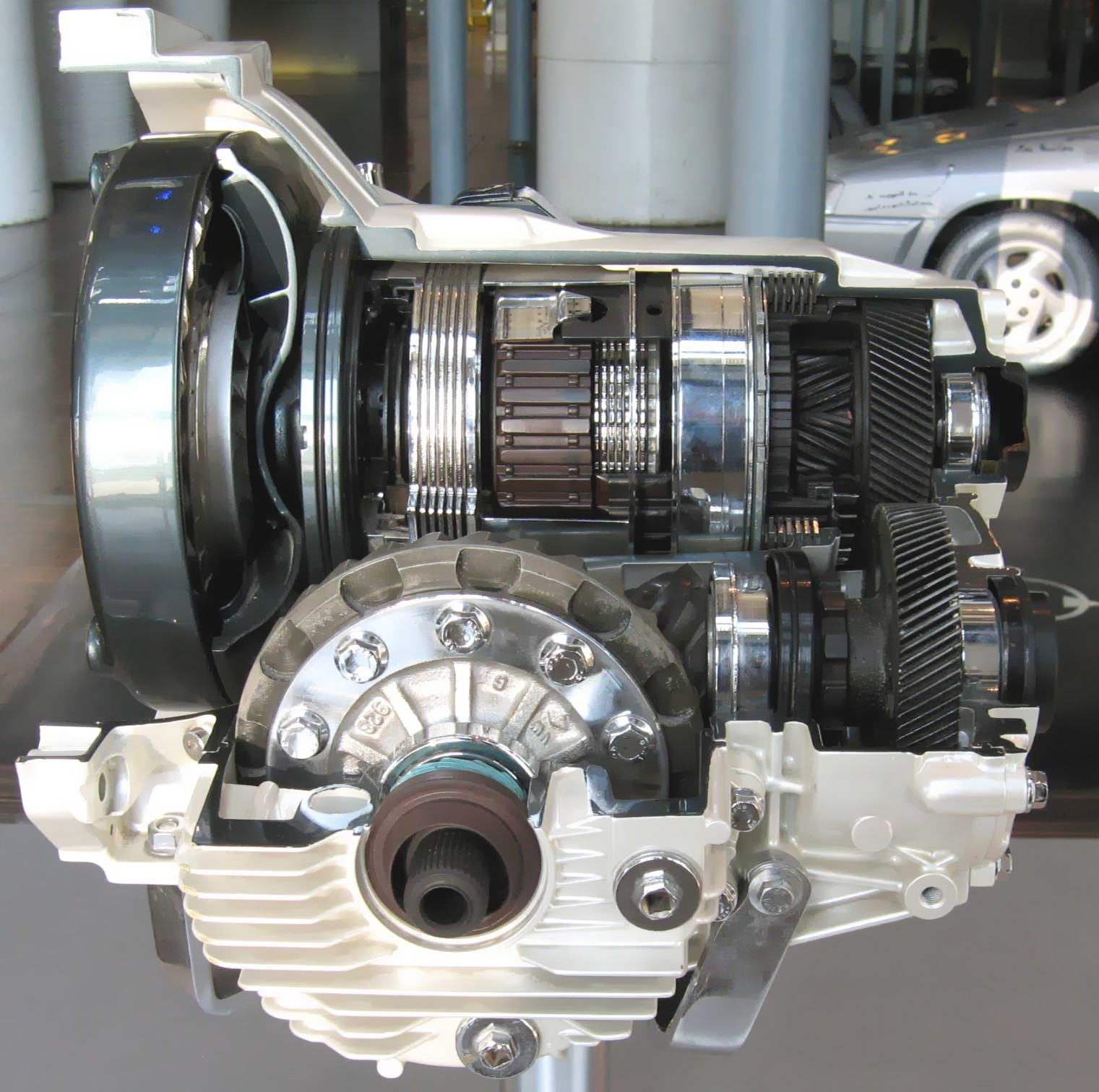
Secció d'una caixa de canvis automàtica de Renault, on s'aprecien els engranatges, i el càrter que els suporta

El càrter és una caixa fabricada en fosa de ferro o alumini que conté i suporta un mecanisme, contenint l'oli i protegint-lo de l'exterior.
És una paraula d'argot mecànic, en honor del seu inventor J. Harrison Carter (1816—1896), que el va fer servir en les bicicletes Sunbeam per protegir i greixar la cadena, i així parlarem del càrter motor o bloc motor, càrter del canvi, càrter del diferencial